# Von Scholten (musical)
Musicalen Von Scholten er skrevet af Thomas Høg,  Sune Svanekier og Lasse Aagaard.
Musicalen handler om den danske generalguvernør Peter von Scholten, der i 1848 ophævede slaveriet i de danske kolonier i Vestindien.  
Forestillingen havde premiere i januar 2010 og blev opført i alt 75 gange på  Folketeatret. 
I rollen som Von Scholten så man Anders Gjellerup Koch. Forestillingen modtog prisen for Danmarks bedste turnéforestilling i 2010.